# Dyscourse
Dyscourse es un videojuego de aventura y supervivencia desarrollado y publicado por Owlchemy Labs. El jugador asume el papel de Rita, una camarera atrapada en una isla desierta tras un accidente aéreo. El videojuego fue financiado por una campaña de Kickstarter y tarda entre 60 y 80 minutos en completarse. Dyscourse fue lanzado el 25 de marzo de 2015 para las plataformas Windows, OS X y Linux. Recibió reseñas mixtas de los críticos de videojuegos.

## Jugabilidad

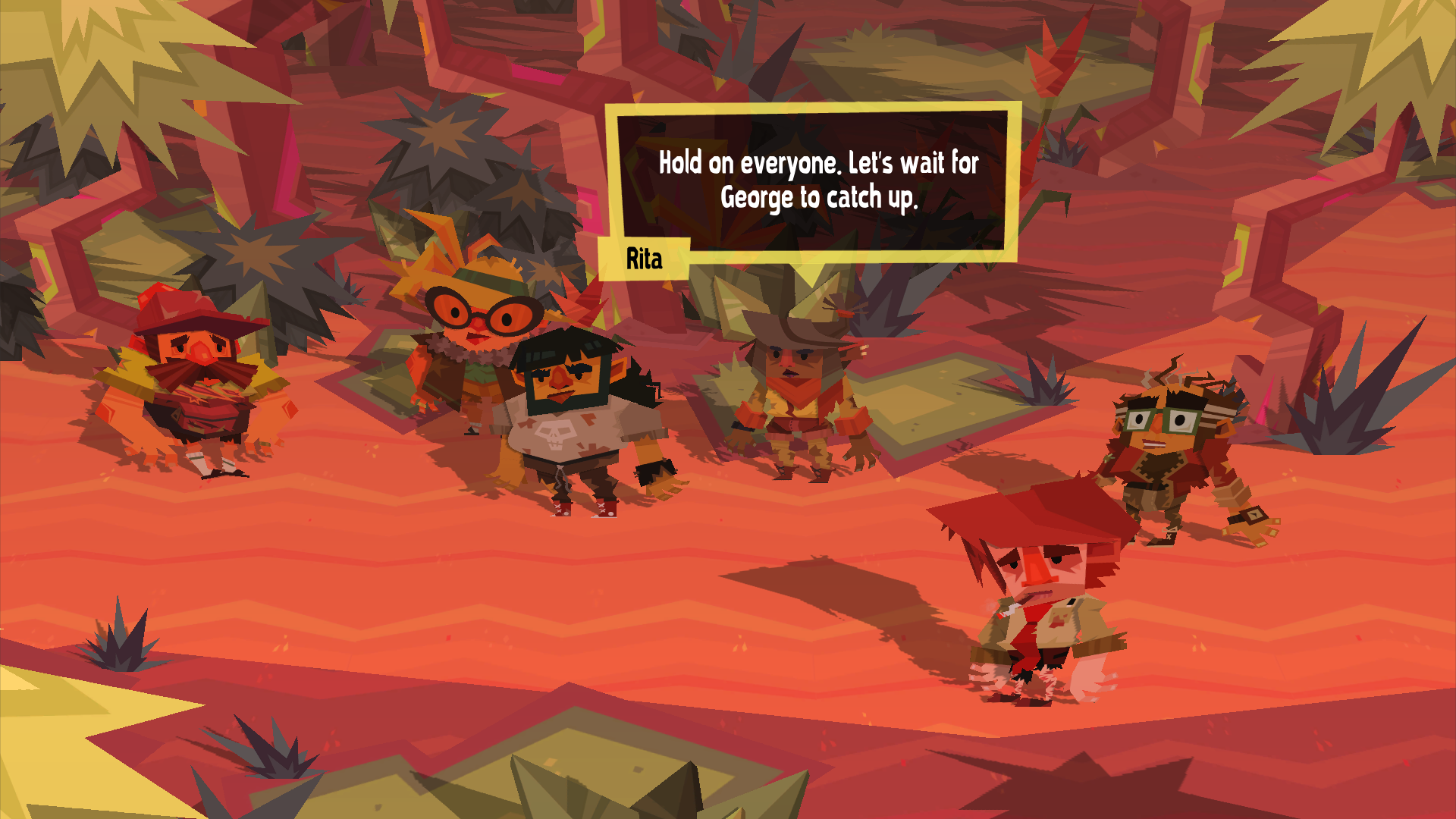
Una captura de pantalla del diálogo de Rita

Dyscourse es un videojuego de aventura y supervivencia. Hay seis personajes en el videojuego. Rita, una graduada en arte que trabaja como camarera y protagonista del juego; Steve, un pesimista; Teddy, un teórico de las conspiraciones; Garret, un jugador; y George y Jolene, una pareja con problemas matrimoniales. El videojuego se desarrolla en una isla desierta donde los seis personajes son los únicos supervivientes de un accidente aéreo. El liderazgo del grupo recae en Rita, lo que permite al jugador tomar decisiones sobre las acciones del grupo. Las elecciones tienen efectos en los otros sobrevivientes, incluyendo eventos potencialmente desencadenantes que llevan a su muerte. El videojuego tiene numerosos resultados potenciales dependiendo de las elecciones hechas por el jugador, en la que todos, algunos o ninguno de los supervivientes son rescatados al final del juego. Se anima al jugador a que repita el videojuego para tomar diferentes decisiones y a su vez obtener finales alternativos.
También se utiliza un sistema de "marcadores de memoria", que permite a Rita o a los demás supervivientes volver a visitar las áreas sin necesidad de un mapa. Después de completar el videojuego por primera vez, el jugador desbloquea la función "Rebobinar el día", que permite a los jugadores volver al principio del día.
Un modo adicional del videojuego, Indie Island, fue añadido posteriormente como contenido descargable. Este modo ofrece un escenario similar al juego principal. El jugador controla a Emily Park, una desarrolladora de videojuegos en camino a la Game Developers Conference por primera vez. El avión en el que viaja choca en una isla desierta con diez desarrolladores independientes, entre ellos Tim Schafer, Edmund McMillen y Robin Hunicke, quienes tienen doce horas para salir de la isla antes de que se pierdan la conferencia.

## Desarrollo y lanzamiento
El videojuego fue desarrollado por Owlchemy Labs. Los trabajos previos del desarrollador incluyeron Snuggle Truck del año 2011 y Jack Lumber del año 2012. Dyscourse fue concebido por primera vez en un retiro de "IndieCabin" con el fundador de Owlchemy Labs Alex Schwartz, el CTO Devin Reimer y la artista Carrie Witt. El 6 de noviembre de 2013 se lanzó una campaña Kickstarter con un objetivo de financiamiento mínimo de 40 mil dólares. El Kickstarter terminó exitosamente el 6 de diciembre, recaudando 44 134 dólares de 1 816 patrocinadores. El desarrollador describió el videojuego como una mezcla de «El señor de las moscas más un libro de Elige tu propia aventura, con un toque de Lost, y una pizca de The Walking Dead (menos los zombis), creado con el humor y estilo que caracteriza a Owlchemy Labs». Además de The Walking Dead, las influencias del videojuego incluyen el juego de rol de mesa Hombre lobo: el Apocalipsis y el videojuego The Oregon Trail. Tomando entre 60 y 80 minutos para completar, el videojuego contiene cerca de 80 mil palabras de texto, pero solo se ve un quince por ciento de estos en una jugada normal.
Dyscourse fue lanzado en Steam el 25 de marzo de 2015. Para promocionar el videojuego, Owlchemy Labs escondió varias memorias USB que contenían códigos de Steam para el videojuego en todo Estados Unidos. Cien de los códigos estaban escondidos en un árbol en Hawaii 2, una isla de Maine que fue comprada por los productores de Cartas contra la humanidad.
En mayo de 2015, Owlchemy Labs unió fuerzas con la compañía de cajas de suscripción IndieBox para ofrecer una versión física exclusiva, numerada individualmente, de Dyscourse. La edición limitada del coleccionista incluyó una memoria flash con una copia libre de DRM del videojuego, banda sonora oficial, manual de instrucciones, código de Steam y varias figuras coleccionables de diseño personalizado.
Después del lanzamiento del videojuego, Schwartz comentó a GamesIndustry.biz que Dyscourse sería el último videojuego de Owlchemy Labs hecho "para monitores 2D", ya que los títulos futuros serán adaptados para la realidad virtual.

## Recepción
Dyscourse recibió "críticas mixtas o medias", según el sitio recopilador de reseñas Metacritic. Darren Nakamura, de Destructoid, encontró que la brevedad del juego estaba justificada. Don Saas, escribiendo para GameSpot, elogió la escritura del juego y sus "gráficas de libro de cuentos". Steven "Bajo" O' Donnell y Stephanie "Hex" Bendixsen del programa de videojuegos de la televisión australiana Good Game dieron al título tres estrellas y media, con una calificación final de siete de diez.